# El Frijolar, Chihuahua
El Frijolar är en ort i Mexiko.   Den ligger i kommunen Moris och delstaten Chihuahua, i den nordvästra delen av landet, 1 400 km nordväst om huvudstaden Mexico City. El Frijolar ligger 1 066 meter över havet och antalet invånare är 152.
Terrängen runt El Frijolar är bergig österut, men västerut är den kuperad. Runt El Frijolar är det mycket glesbefolkat, med 4 invånare per kvadratkilometer. Närmaste större samhälle är Ciénega del Pilar, 12,3 km nordost om El Frijolar. I omgivningarna runt El Frijolar växer huvudsakligen savannskog.